# Batalla de Yiwulu
La batalla de Yiwulu, va ser una batalla en una gran expedició contra els Xiongnu llançada per la Dinastia Han el febrer de 73, fins i tot des de la caiguda de la Dinastia Xin. La batalla va ser un èxit pels Han, que eren dirigits per Dou Gu.